# Gajniče
Gajniče – wieś w Słowenii, w gminie Grosuplje. 1 stycznia 2017 liczyła 57 mieszkańców.